# Kejti Bojl
Kejti Bojl (engl. Caterina Irene Elena Maria Bojl, Lejdi Saunders, rođena pod prezimenom Imperiali dei Principi di Frankavila; 29. maj 1926 – 20. mart 2018), bila je britanska glumica, spisateljica, radio-voditeljka, televizijska ličnost, panelista i aktivistkinja za prava životinja. Postala je najpoznatija kao četvorostruka voditeljica Pesme Evrovizije (1960, 1963, 1968 i 1974).

## Biografija
Rođena je u kraljevskoj palati u Firenci, koja je nekada pripadala italijanskoj kraljevskoj porodici. Ćerka je italijanskog markiza (Marčese Demetrio Imperiali di Frankavila) i njegove supruge Engleskinje, Doroti Kejt Ramsden. U Ujedinjeno Kraljevstvo je došla 1946. i započela karijeru modela, koja je obuhvatala rad za publikacije kao što je „Voug”. Takođe se pojavila u nekoliko filmova iz 1950-ih, a prvi je bio "Old Mother Riley, Headmistress" iz 1950. godine u kojoj je nazvana Katerine Karleton (Catherine Carleton), a zatim i u "I'll Never Forget You", "Not Wanted on Voyage" i "Intent to Kill".
1960-ih, Bojl je postala televizijska ličnost, redovno se pojavljivala na panel igrama i emisijama poput "What's Line?". Bojl je bila voditelj takmičenja za Pesmu Evrovizije 1960, 1963, 1968 i 1974. (sva četiri su bila održana u Velikoj Britaniji). Takođe je vodila britanski nacionalni izbor za Evroviziju, A Song for Europe, 1961. godine. Šezdesetih se pojavila u dugogodišnjoj seriji televizijskih reklama za "Camay" sapun.
Bila je tema filma iz 1982. godine "This Is Your Life". Iste godine igrala je sebe u BBC-evoj radio predstavi "The Competition". 1998. godine bila je specialna gošća BBC-ija na Pesmi Evrovizije 1998. godine. 2004. godine Bojl je bila gost u specijalnoj verziji „The Weakest Link“ na BBC One.

## Lični život
1947, udala se za Ričarda Bentinka Bojla, od kojeg se razvela 1955, ali ona je zadržala njegovo prezime, Bojl. Kasnije te godine udala se za Grevila Bailisa, vlasnika trkaćih konja, koji je umro 1976. 1979. godine udala se za pozorišnog impresarija Ser Pitera Saundersa, koji je umro 2003.

## Smrt
Umrla je kod kuće u utorak 20. marta 2018.